# Jiriella
Jiriella – rodzaj chrząszczy z rodziny skórnikowatych i podrodziny Megatominae.

## Taksonomia
Takson ten wprowadzony został w 2013 roku przez Takanobu Kitano. Jego gatunkiem typowym wyznaczono Orphinus thailandicus, opisanego rok wcześniej przez Jiříego Hávę. Tego właśnie entomologa honoruje nadana nowemu rodzajowi nazwa. Do rodzaju należą dwa opisane dotąd gatunki:
- Jiriella brunnea Háva et Kadej, 2014
- Jiriella thailandica (Háva, 2012)

## Morfologia
Chrząszcze o wypukłym, krótko-owalnym ciele długości 2,7–4 mm i szerokości 1,8–2,7 mm. Podstawowe ubarwienie ciała jest ciemnobrązowe do czarnego, przy czym pokrywy mogą mieć barwę jasnobrązową lub wzór z rudopomarańczowych przepasek i plam. Głowa jest poprzeczna, zaopatrzona w rowki na czułki, ale poza tym pozbawiona bruzd. Oczy złożone są duże, wypukłe, porośnięte brązowymi mikroszczecinkami. Pośrodku czoła leży przyoczko. Czułki buduje jedenaście członów, z których dwa lub trzy ostatnie formują buławkę. Przedplecze jest około 2,5 raza szersze niż dłuższe. Hypomery mają formę prawie trójkątną, a jamki na czułki są małe i zajmują ⅓ ich długości. Trójkątna tarczka jest naga i niepunktowana. Na śródpiersiu występuje kompletna bruzda, w którą wchodzi wyrostek biodrowy. Odnóża mają tęgie uda, smukłe i pozbawione modyfikacji golenie, niezmodyfikowane stopy oraz zaopatrzone w wyrostki nasadowe pazurki. Na spodzie odwłoka widocznych jest pięć sternitów (wentrytów). Propygidium ma głębokie wcięcie, a pygidium gęsto porasta owłosienie. Genitalia samca mają krótkie paramery, zredukowaną kapsułę bazalną pierścieniowatego tegmenu oraz delikatnie zakrzywiony dobrzusznie płat środkowy z podstawą rozdzieloną na cztery wyrostki. Narządy rozrodcze samic charakteryzują się długim pokładełkiem, długimi stylikami, dwoma parami sklerytów w torebce kopulacyjnej oraz krótką spermateką z owalnym wyrostkiem.

## Rozprzestrzenienie
Rodzaj orientalny, endemiczny dla Półwyspu Indochińskiego. Znany jest z Mjanmy, Tajlandii i Laosu.